# Lagascea rigida
Lagascea rigida là một loài thực vật có hoa trong họ Cúc. Loài này được (Cav.) Stuessy mô tả khoa học đầu tiên năm 1978.